# The Art of War (película)
The Art of War  es una película  de acción de 2000 dirigida por Christian Duguay, y protagonizada por Wesley Snipes. 

## Argumento
Neil Shaw es un agente especial, desconocido por los servicios de información americanos, que sólo obedece al secretario general de Naciones Unidas a través de su colaboradora Eleanor Hooks. Volviendo de una peligrosa misión en Hong Kong, a Shaw le confían un trabajo aparentemente simplisimo: poner escuchas al embajador de China en Nueva York en una cumbre comercial. Pero éste es asesinado y Shaw detenido. Liberado por las elegidas chinas, que intentan a continuación eliminarlo, se evade. Investigado por el FBI, debe espabilarse solo

## Reparto
- Wesley Snipes como Neil Shaw
- Donald Sutherland como Douglas Thomas
- Maury Chaykin como Capella
- Anne Archer como Eleanor Hooks
- Marie Matiko como Julia
- Michael Biehn como Bly
- Cary-Hiroyuki Tagawa como David Chan
- Liliana Komorowska como Novak
- James Hong como Wu
- Paul Hopkins como Ray
- Glen Chin como Ochai
- Ron Yuan como Ming
- Bonnie Mak como Anna
- Uni Park como Tina Chan